# 1951 na Alemanha
Esta é uma cronologia dos fatos acontecimentos de ano 1951 na Alemanha.

## Eventos
- 22 de abril: É criado o Comitê Olímpico Nacional da Alemanha Oriental.
- 6 de junho: Inicia o primeiro Festival Internacional de Cinema de Berlim, realizado em Berlim até 17 de junho.
- 21 de junho: A Conferência Geral da UNESCO, em Paris, decide a admissão da República Federal da Alemanha.
- 30 de junho: O 1. FC Kaiserslautern sagra-se o campeão alemão de futebol.
- 7 de setembro: A Ordem de Mérito da República Federal da Alemanha é criada pelo decreto do então presidente federal Theodor Heuss.